# CZ P–09
A P–09 a csehországi Česká zbrojovka Uherský Brod (ČZUB) fegyvergyár 9 mm-es félautomata pisztolya. A 2013-ban megjelent fegyvert a ČZUB a CZ 75 P–07 továbbfejlesztésével alakította ki. A polimertokú pisztolynál szakítottak a ČZ 75 reteszelésével, amely itt Browning-SIG rendszerű lett, az elsütőszerkezet az Omega-trigger, vagyis klasszikus DA/SA, amely fesztelenítősről átszerelhető manuális biztosítósra (mindkét kezelőszerv kétkezes). A tárkapacitás 9×19 mm lőszer esetében 19 db.
A P-09-est a Magyar Honvédség és egyes magyar rendvédelmi szervek is rendszeresítették. A fegyver magyarországi licencgyártása a HM Arzenál Elektromechanikai Zrt. kiskunfélegyházi üzemében történik. A Honvédség elsődleges hadi maroklőfegyvere a P–09-es pisztoly, ez a tisztek és az altisztek oldalfegyvere.
A rendőrségnél pedig az egyenruhások a nagyobb P–09-est használják, a civil ruhás állomány fegyvere pedig a P–07-es.